# Habib Chatti
Pour les articles homonymes, voir Habib.
Habib Chatti ou Habib Chatty (arabe : الحبيب الشطي), né le 9 août 1916 à M'saken et mort le 6 mars 1991 à Paris 13e, est un homme politique et diplomate tunisien.

## Biographie
Après avoir suivi ses études primaires dans sa ville natale, il poursuit ses études secondaires au Collège Sadiki de Tunis. Il travaille dès la fin des années 1930 dans la presse comme rédacteur en chef du journal Assabah.
En 1955, il est désigné comme directeur de l'information dans le gouvernement de Tahar Ben Ammar. Nommé ambassadeur de Tunisie en 1958, il devient chef de cabinet du président Habib Bourguiba en 1972, puis ministre des Affaires étrangères du 14 janvier 1974 au 24 décembre 1977. En 1979, il est élu secrétaire général de l'Organisation de la conférence islamique dont le siège est situé à Djeddah.